# سزار کوئی
سزار آنتونوویچ کوئی (به روسی: Це́зарь Анто́нович Кюи́) آهنگساز روس در ۱۸ ژانویه ۱۸۳۵ در ویلنیوس به دنیا آمد و در ۲۶ مارس ۱۹۱۸ در سن پترزبورگ درگذشت. او به همراه مودست موسورگسکی، میلی بالاکیرف، نیکولای ریمسکی کورساکف و الکساندر برودین عضو «گروه پنج» بود.

## برخی از آثار
- سه چهارنوازی برای سازهای زهی
- چندین اپرا
- شش باگاتل برای ویلن وپیانو

## شنیدن آثار
- youtube